# 로트르슈차크탑

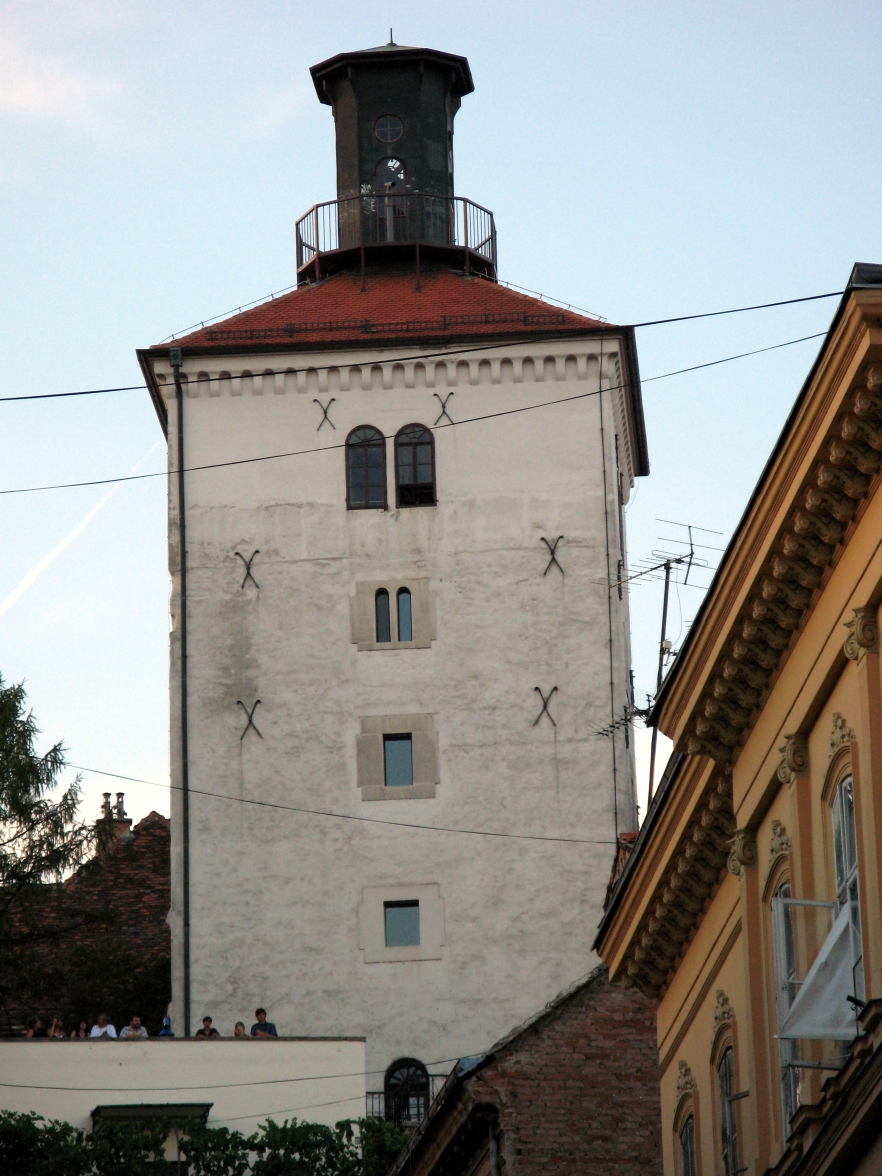
로트르슈차크탑

로트르슈차크탑(크로아티아어: Kula Lotrščak)은 크로아티아 자그레브 구시가지에 위치한 요새화된 탑이다. 13세기에 지어진 이 탑은 그라데츠 성벽의 남쪽 문을 지키기 위해 지어졌다.
탑 꼭대기에 대포가 설치되어 있으며, 1877년 1월 1일부터 대포는 정오를 알리기 위해 탑에서 발사된다. 대포는 교회의 종소리를 울리는 사람들에게 정확한 정오를 알리는 신호였다.